# Sleeping Dogs
Sleeping Dogs este un joc open world de acțiune-aventură lansat în anul 2012 de Square Enix pentru Microsoft Windows, PlayStation 3, and Xbox 360. Acțiunea din Sleeping Dogs are loc în Hong Kong și urmărește povestea unui polițist sub acoperire infiltrat în gașca Triad.